# Vufflens-le-Château
Vufflens-le-Château (toponimo francese) è un comune svizzero di 843 abitanti del Canton Vaud, nel distretto di Morges.

## Monumenti e luoghi d'interesse
- Chiesa riformata di Sant'Albino[1];

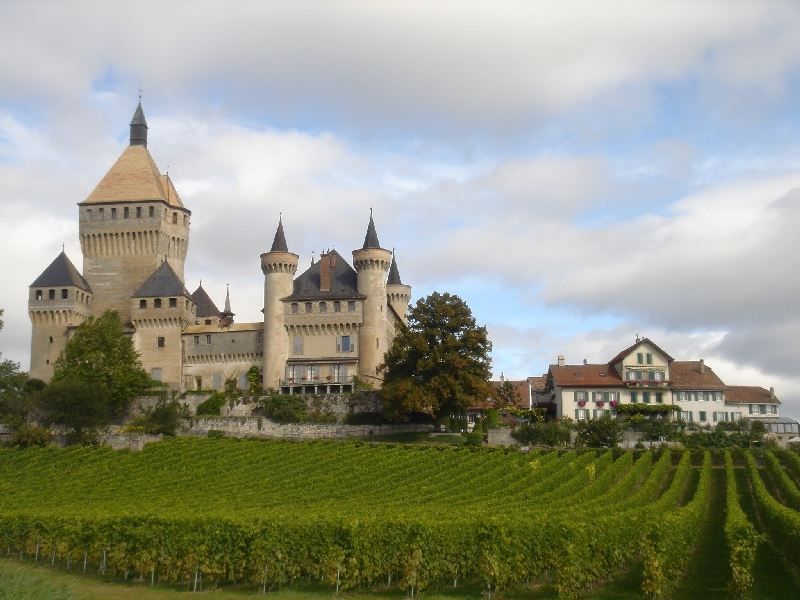
Il castello di Vufflens

- Castello di Vufflens, attestato dal 1108 e ricostruito nel 1420-1430[1], inserito nella lista dei beni culturali d'importanza nazionale[senza fonte].

## Società

### Evoluzione demografica
L'evoluzione demografica è riportata nella seguente tabella:
Abitanti censiti

## Infrastrutture e trasporti
Vufflens-le-Château è servito dall'omonima stazione sulla ferrovia Bière-Apples-Morges.

## Amministrazione
Ogni famiglia originaria del luogo fa parte del cosiddetto comune patriziale e ha la responsabilità della manutenzione di ogni bene ricadente all'interno dei confini del comune.